# Kanyurszky György
Kanyurszky György (Nemesmilitics, 1853. március 10. – Visegrád, 1920. május 23.) római katolikus pap, teológiai doktor, nyelvtudós, egyetemi tanár.

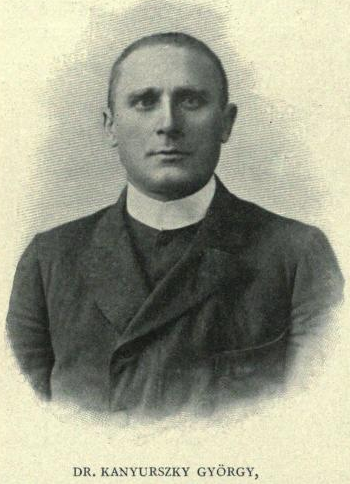
Kanyurszky György (1902)

## Élete
Édesapja Kanyurszky Antal Bács-Bodrogmegye táblabírája és Nemes-Miltics község nyugalmazott orvosa, 1848–1849-ben honvéd alorvos volt. Fia, Kanyurszky Györgyöt 1875. augusztus 1-jén Kalocsán szentelték pappá, majd a szent Ágostonról nevezett felsőbb intézetbe küldték Bécsbe, ahol tanulmányainak végleges befejezése után 1877-ben teológiai doktorrá avatták. Rövid ideig működött mint segédlelkész Szántón, ahonnan 1878-ban a kalocsai nagyobb papnevelő intézetbe hívták teológiai rendes tanárnak és tanulmányi felügyelőnek. Egyúttal főszékesegyházi hitszónok is volt. 1882-től a budapesti egyetem teológiai karának rendkívüli, 1886 óta rendes tanára, ahol a szír, káld és arab nyelveket tanította. 1914-ben vonult nyugalomba, és 1920-ban hunyt el 67 éves korában.

## Művei

### Folyóiratcikkek
A Religióban 1883-ban a külföldi egyházpolitikai és társadalmi rovatot vezette s egyéb cikkeket is írt a lapba; több folyóiratba és napilapba cikkeket és tanulmányokat is írt. 1884-től a Korunk rendes munkatársa volt; a Pázmány-Füzetekbe is írt. Költeményei a Kath. Hetilapban és a Kalocsai Néplapban jelentek meg. Szerkesztette a Katholikus Theologiai Folyóiratot többekkel együtt 1883-1884-ben Budapesten.

### Könyvei
- Az élet halála és a halál élete. Egyházi beszéd a kalocsai székesegyházban az 1878. év utolsó napján. Kalocsa, 1879
- A műveltség szabályai növendékpapok számára. Budapest, é. n. (2. kiadás)
- Isten és a világ szelleme. Pünkösdvasárnapi szentbeszéd. Elmondatott Budapesten a belvárosi templomban 1880. Uo. 1880. (Különnyomat a Kath. Hitszónok IV. kötetéből.)
- A legyőzött király diadala. Nagybőjti beszédsorozat. Kalocsa, 1880
- A horebi bálvány. Polemikus értekezés. Beke és Voltaire sat. ellen. Budapest, 1881. (Különny. a Religióból. Ism. Prot. Egyh. és Isk. Lap).
- Maszkil sirjed-hidhüth. Örömköltemények. Ének Rudolf és Stephania ő fenségeik egybekelése alkalmából és tiszteletökre írta Wolf József kalocsai rabbi. Birálja... Uo. 1881. (Különny. az Egyet. Philol. Közlönyből.)
- A klasszikus arab nyelvtan kézikönyve. Iskolai és magánhasználatra. Bécs, 1882. (reprint kiadás: Históriaantik Könyvesház, Budapest, 2013, ID 2701210700220)
- A nagy áldozat. Nagypénteki szent beszéd. Budapest, 1886